# Соломоненко Іван Іванович
Соломоненко Іван Іванович (* 1 травня 1919, с. Новоселівка, Кобеляцького району Полтавської обл.) — герой Радянського Союзу.

## Життєпис
Народився в родині селянина. Українець. Член КПРС з 1942. Закінчив 7 класів. Працював рахівником в колгоспі. У Радянській Армії з 1939. На фронті у Велику Вітчизняну війну з липня 1941. Закінчив артилерійське училище Томська в 1942. Командир батареї 1309-го винищувально-протитанкового артилерійського полку (46-я окрема винищувально-протитанкова артилерійська бригада, Ленінградський фронт) старший лейтенант Соломоненко відмітився в боях по прориву сильно укріпленої оборони противника на Карельському перешийку. 22.6.44 у бою за залізничну станцію Талі під запеклим артилерійським обстрілом противника батарея зруйнувала 4 дзоти, знищила 2 протитанкових гармати і 6 станкових кулеметів з розрахунками, чим допомогла оволодіти станцією стрілецьким підрозділам. Звання Героя Радянського Союзу присвоєне 21 липня 1944 р.
Після війни продовжував службу в армії. З 1969 підполковник Соломоненко — в запасі. Живе в Дніпропетровську. Працював директором готелю «Україна», потім старшим інженером виробничого об'єднання «Днепростройіндустрія».

## Нагороди
- орден Леніна
- 2 ордена Вітчизняної війни 1 ступеня
- 2 ордена Червоної Зірки
- медалі